# Ancient One
De Ancient One is een personage uit de comics van Marvel Comics. Hij werd bedacht door schrijver Stan Lee en tekenaar Jack Kirby en verscheen voor het eerst in Strange Tales #110 in juli 1963. De Ancient One is de leermeester van Dr. Strange en diens voorganger als Sorcerer Supreme.

## Biografie
De Ancient One - toen nog Yao - werd in de vijftiende eeuw geboren in Lang Kah. Om zijn dorpsgenoten beter te kunnen beschermen, trok hij naar (het fictieve) Kamar-Taj, een geheime en verborgen plaats in het Himalayagebergte. Hier begonnen zijn vriend - en latere vijand - Kaluu en hij zich te bekwamen in magie. Ze zorgden er samen voor dat ziekte en veroudering niet meer voorkwamen in Kamar-Taj. Kaluu manipuleerde de bewoners daarna op magische wijze om hem tot koning te kronen. Dit leidde tot een conflict met de Ancient One, met als gevolg een totale vernietiging van Kamar-Taj. Kaluu werd daarop verbannen naar een andere dimensie en de Ancient One ontdaan van zijn onsterfelijkheid. Zijn verouderingsproces bleef niettemin enorm traag.
Nadat hij Kamar-Taj verliet, bouwde de Ancient One een paleis in het Himalayagebergte. Hij nam hier zijn intrek samen met een orde monniken, die hem gingen ondersteunen en beschermen. De oeroude magiër Aged Genghis nodigde hem uit om deel te nemen aan een toernooi onder de grootste magiërs op aarde. De Ancient One won en werd zo de nieuwe Sorcerer Supreme. Hij nam daarna verschillende leerlingen onder zijn hoede. De eerste groeide door verboden praktijken uit tot de slechte Mister Jip, een ander tot monsterjager Doctor Druid. De Ancient One werd de leermeester van neurochirurg Stephen Strange toen die na een auto-ongeluk bij hem kwam. Hoewel hij kwam vragen om genezing van de zenuwschade in zijn handen, koos Strange ervoor om leerling van de Ancient One te worden toen bleek dat diens leerling Karl Mordo en Dormammu samenzweerden tegen de magiër. De Ancient One bleef Strange's adviseur toen die Sorcerer Supreme werd.

## In andere media

### Marvel Cinematic Universe
De Ancient One verschijnt sinds 2016 in het Marvel Cinematic Universe. Hierin wordt het personage gespeeld door Tilda Swinton. De Ancient One was voor het eerst te zien in Doctor Strange en drie jaar later in Avengers: Endgame. Er verschijnt een geanimeerde versie van het personage in aflevering vier van het eerste seizoen van What If...? (2021).

### Overige films
- Dr. Strange (1978, alleen als stem)
- Doctor Strange: The Sorcerer Supreme (2007, vierde film van de achtdelige reeks Marvel Animated Features)

### Videospellen
De Ancient One is een personage in de computerspellen Marvel: Ultimate Alliance (niet-speelbaar), Marvel: Future Fight (speelbaar) en Marvel Super War (speelbaar).